# Woodstock Township (Illinois)
Pour les articles homonymes, voir Woodstock Township.
Woodstock Township est un township du comté de Schuyler dans l'Illinois, aux États-Unis,. En 2010, le township comptait une population de 388 habitants.

## Source de la traduction
- (en) Cet article est partiellement ou en totalité issu de l’article de Wikipédia en anglais intitulé « Woodstock Township, Schuyler County, Illinois » (voir la liste des auteurs).